# NK Columbus 2005 Suza
NK Columbus 2005 je nogometni klub iz Suze. 
Trenutačno se natječe u 2. ŽNL Osječko-baranjskoj, NS Beli Manastir.